# Cơ quan quản lý
Cơ quan quản lý/ điều tiết/ chức năng/ quy định là tập đoàn công ích hoặc cơ quan chính phủ chịu trách nhiệm thực thi quyền tự trị đối với một số lĩnh vực hoạt động của con người trong khả năng điều tiết hoặc giám sát. Một cơ quan quản lý độc lập là một cơ quan quản lý độc lập với các chi nhánh hoặc bộ phận (arm) khác của chính phủ.
Các cơ quan quản lý thường được thiết lập để thực thi các tiêu chuẩn và an toàn, và/ hoặc để bảo vệ người tiêu dùng ở các thị trường thiếu cạnh tranh hiệu quả hoặc tiềm năng cho việc thực thi quyền lực thị trường quá mức. Ví dụ về các cơ quan quản lý thực thi các tiêu chuẩn bao gồm Cục Quản lý Thực phẩm và Dược phẩm tại Hoa Kỳ và Cơ quan Quản lý Thuốc và Sản phẩm Y tế tại Vương quốc Anh; và, trong trường hợp điều tiết kinh tế, Văn phòng Thị trường Điện và Khí đốt và Cơ quan Quản lý Viễn thông Ấn Độ.

## Cơ sở lập pháp
Các cơ quan quản lý thường là một phần của nhánh hành pháp của chính phủ và có thẩm quyền theo luật định để thực hiện các chức năng của họ với sự giám sát của nhánh lập pháp. Hành động của họ thường mở để xem xét tư pháp.
Các cơ quan quản lý giải quyết các lĩnh vực của luật hành chính, luật pháp, luật cơ bản và thứ cấp và quy định (luật hóa và thực thi các quy tắc và quy định và áp đặt giám sát hoặc giám sát vì lợi ích của công chúng nói chung). Sự tồn tại của các cơ quan quản lý độc lập được chứng minh bằng sự phức tạp của một số nhiệm vụ giám sát và quản lý nhất định, và những hạn chế của sự can thiệp chính trị. Một số cơ quan quản lý độc lập thực hiện điều tra hoặc kiểm toán, và các cơ quan khác có thể phạt các bên liên quan và yêu cầu một số biện pháp nhất định. Trong một số trường hợp, để một công ty hoặc tổ chức gia nhập ngành, nó phải có giấy phép hoạt động từ cơ quan quản lý ngành. Giấy phép này sẽ đặt ra các điều kiện mà các công ty hoặc tổ chức hoạt động trong ngành phải tuân thủ.

## Chức năng
Trong một số trường hợp, các cơ quan quản lý có quyền yêu cầu các công ty hoặc tổ chức hoạt động trong một ngành cụ thể tuân thủ các tiêu chuẩn nhất định hoặc cung cấp một bộ đầu ra ex-ante. Loại quy định này là phổ biến trong việc cung cấp các tiện ích công cộng phải tuân theo quy định kinh tế. Các cơ quan quản lý trong lĩnh vực này sẽ:
- yêu cầu các cá nhân, công ty hoặc tổ chức gia nhập ngành phải có giấy phép;
- đặt quy định giá trần;
- chấp nhận nộp thuế quan quy định mức giá và loại dịch vụ sẽ được cung cấp; và
- yêu cầu cung cấp các mức dịch vụ cụ thể.

Trong hầu hết các trường hợp, các cơ quan quản lý có quyền sử dụng một số cơ chế từ sau (ex post) sau đây:
- yêu cầu minh bạch thông tin và ra quyết định về một phần của công ty hoặc tổ chức được quy định;
- giám sát hiệu suất và sự tuân thủ của công ty hoặc tổ chức được quy định, với cơ quan quản lý công bố kết quả điều tra của công ty;
- yêu cầu các quản trị viên đưa ra lý do giải thích hành động của họ và đã tuân theo các nguyên tắc thúc đẩy các quyết định không độc đoán và đáp ứng;
- thực hiện hành động thực thi, như chỉ đạo công ty tuân thủ các mệnh lệnh, áp dụng tiền phạt và/ hoặc thu hồi giấy phép hoạt động; và
- sắp xếp để xem xét các quyết định hành chính của tòa án hoặc các cơ quan khác như cơ quan quản lý cạnh tranh.

## Khu vực
- Quy định quảng cáo
- Đồ uống có cồn
- Quy định ngân hàng
- Sự bảo vệ người tiêu dùng
- Quy định an ninh mạng
- Điều tiết kinh tế
- Quy định môi trường
- Quy định tài chính
- An toàn thực phẩm và an ninh lương thực
- Quy định tiếng ồn
- An toàn hạt nhân
- Khoáng sản
- An toàn và sức khỏe nghề nghiệp
- Sức khỏe cộng đồng
- Quy định và giám sát ô nhiễm
- Quy định châm cứu
- Quy định công nghệ nano
- Thể thao
- Quy định hàng hóa trị liệu
- Quy định thông qua kiện tụng
- Quy định phương tiện giao thông
- Quy định ô nhiễm tàu tại Hoa Kỳ
- Quy định và tỷ lệ mắc bệnh vi lượng đồng căn
- Quy định khoa học
- Quy định mức lương